# Благосостояние

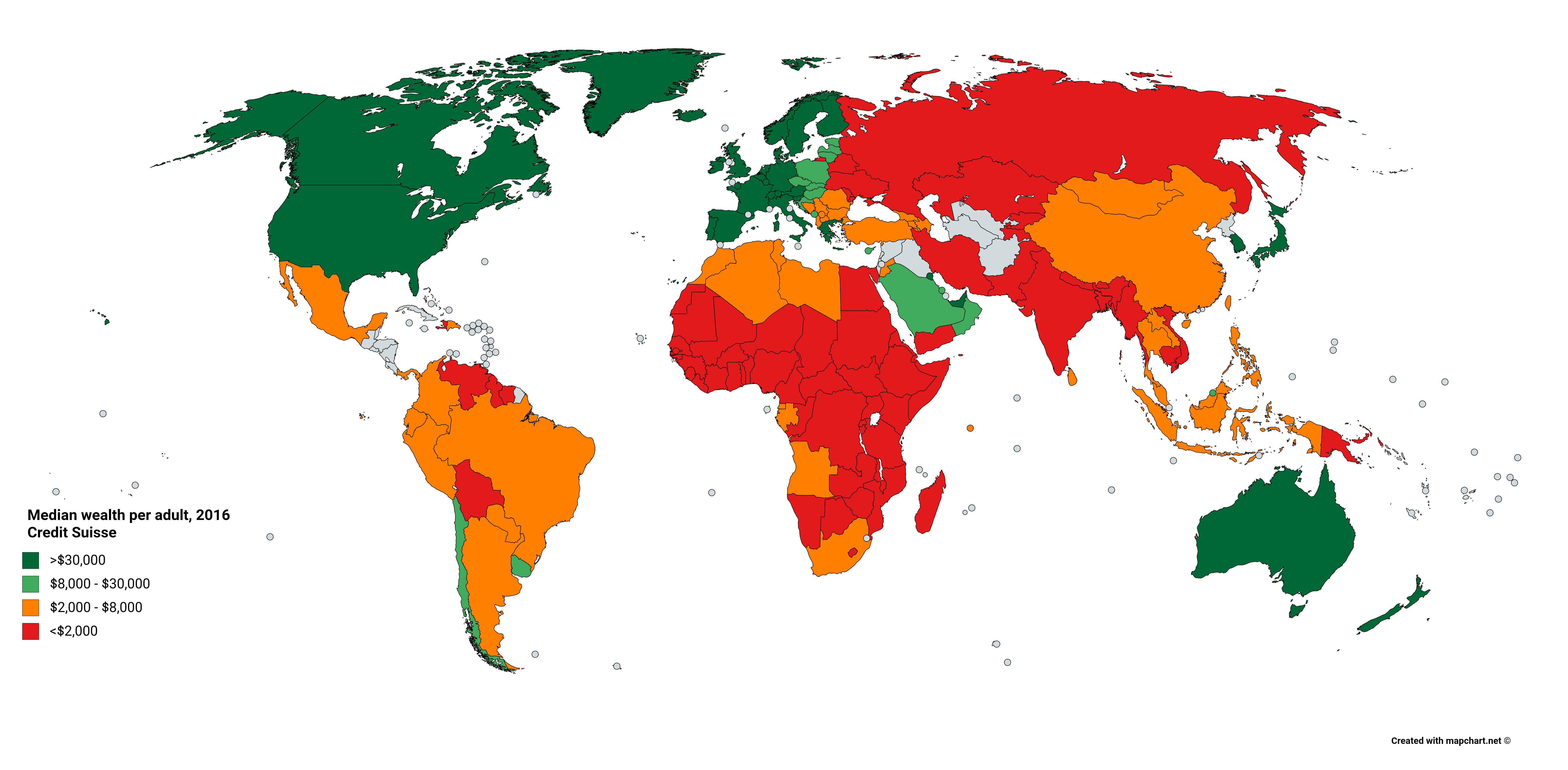
Градация стран по медианному финансовому благосостоянию одного взрослого человека (располагаемые денежные средства): тёмно-зелёный — более 30 000 $, красный — менее 2000 $ (данные 2016 года, из отчёта «Global Wealth Databook 2016, Credit Suisse»)

Благосостоя́ние — обеспеченность населения страны, государства, социальной группы или класса, семьи, отдельной личности материальными, финансовыми, социальными и духовными благами. В «Толковом словаре русского языка» благосостояние определяется как достаток, имущество, богатство.

## История
В России имперского периода благосостояние определялось как понятие социальное и политическое, так как под ним разумелась «наличность таких условий, при которых человек с успехом может стремиться к достижению великого для себя блага — всестороннего развития». Меры, обеспечивающие благосостояние, со времени русской кодификации законодательства о мерах, назывались благоустройство. Позже значение данных слов частично изменилось.
Благосостояние находится в прямой зависимости от уровня развития производительных сил и характера экономических отношений того или иного государства. Чем выше уровень развития производительных сил, тем быстрее (в теории) повышается благосостояние населения. В ещё большей степени благосостояние связано с эффективностью социальной и экономической политики в данном обществе.
Благосостояние или процветание в самом широком смысле, у некоторых людей[прояснить], означает чьё-то состояние развития, успеха или счастья. В более узком, экономическом смысле это означает финансовое богатство (в английском языке — wealth), то есть свободные финансовые и другие ценности в денежном выражении, которыми располагает человек в текущий момент.
В период процветания правительства оптимистично относятся к своим деловым партнерам и потребителям[прояснить]. Результат увеличения потребления и производства приводит к увеличению уровня национального дохода и росту благосостояния в обществе.
Рост благосостояния часто является синонимом экономического роста или фазы роста. Однако, при недостаточном либо нерациональном регулировании государством взаимоотношений между капиталом и обществом, в условиях рыночной экономики экономический рост, выраженный в росте ВВП, не всегда приводит к росту благосостояния большинства населения. Проблему неравенства распределения доходов в обществе и пути преодоления этого неравенства исследовал в своей «Экономической теории благосостояния» (1920 год) английский экономист Артур Пигу. Он же предложил считать «благосостоянием» сумму свободной денежной массы у физического или юридического лица, поделенную на индекс цен.
Раздел экономической науки, который изучает пути повышения благосостояния большинства населения, называется экономикой благосостояния.
В Российской Федерации и Республике Казахстан существует Фонд национального благосостояния.